# Haut-shérif du Gwynedd
Le haut-shérif du Gwynedd (High Sheriff of Gwynedd en anglais et Uchel Siryf Gwynedd en gallois) est le représentant judiciaire de la monarchie britannique dans le comté du Gwynedd.
La fonction est pour la première fois exercée par Somerville Livingstone-Learmonth, nommé le 26 mars 1974 pour l’année 1974-1975. Sarah Jane Foskett est le haut-shérif du Gwynedd pour l’année 2024-2025 à la suite de sa nomination le 14 mars 2024.

## Histoire
Au sens du Local Government Act 1888, les shrievalties sont définies à partir des comtés administratifs créés à partir du 1er avril 1889 en Angleterre et au pays de Galles. Cependant, au pays de Galles, celles-ci sont modifiées au 1er avril 1974 d’après la disposition 219 du Local Government Act 1972,.
Une nouvelle shrievalty couvrant le comté du Gwynedd est ainsi érigée à partir de celles de l’Anglesey et de Caernarvon, ainsi que, de façon partielle, celles de Denbigh et de Merioneth. Alors que les fonctions de shérifs de l’Anglesey (en), de Caernarvon (en), de Denbigh (en) et de Merioneth (en) sont abolies le 31 mars 1974, celle de haut-shérif du Gwynedd est instituée au 1er avril 1974.
Le Local Government (Wales) Act 1994 abolit les comtés créés au pays de Galles par la loi de 1972 au 31 mars 1996. Toutefois, ceux-ci conservent un rôle cérémoniel limité en tant que comtés préservés, notamment dans le cadre des shrievalties. Ainsi, le comté préservé du Gwynedd reste opérationnel dans de nouvelles limites territoriales, qui sont les mêmes que celles décrites par la loi en 1972.

## Liste des haut-shérifs
| Identité                                           | Nomination   | Souverain    | Année     |
| -------------------------------------------------- | ------------ | ------------ | --------- |
| Somerville Travers Alexander Livingstone-Learmonth | 26 mars 1974 | Élisabeth II | 1974-1975 |
| Robert Sydney Lloyd                                | 18 mars 1975 | Élisabeth II | 1975-1976 |
| Alfred Cedric Maby                                 | 17 mars 1976 | Élisabeth II | 1976-1977 |
| Robert Gwilym Pritchard-Jones                      | 9 mars 1977  | Élisabeth II | 1977-1978 |
| Thomas Stanley Carpenter                           | 21 mars 1978 | Élisabeth II | 1978-1979 |
| Herbert Hamilton Ridler                            | 14 mars 1979 | Élisabeth II | 1979-1980 |
| Gwilym Prys Davies                                 | 19 mars 1980 | Élisabeth II | 1980-1981 |
| Jack Grenville Kerby                               | 18 mars 1981 | Élisabeth II | 1981-1982 |
| Richard Ellis Meuric Rees                          | 10 mars 1982 | Élisabeth II | 1982-1983 |
| Ivor Wyn Jones                                     | 16 mars 1983 | Élisabeth II | 1983-1984 |
| Robert Woodward Turner                             | 14 mars 1984 | Élisabeth II | 1984-1985 |
| David Eryl Meredith                                | 20 mars 1985 | Élisabeth II | 1985-1986 |
| Peter Arnold Sturrock                              | 26 mars 1986 | Élisabeth II | 1986-1987 |
| Owen Gwilym Thomas                                 | 18 mars 1987 | Élisabeth II | 1987-1988 |
| Owen Morris Jonathan                               | 23 mars 1988 | Élisabeth II | 1988-1989 |
| Hywel Francis Richards                             | 15 mars 1989 | Élisabeth II | 1989-1990 |
| Tessa Gillian Rosamond Preece                      | 14 mars 1990 | Élisabeth II | 1990-1991 |
| Robert Gwilym Lewis-Jones                          | 20 mars 1991 | Élisabeth II | 1991-1992 |
| Annwen Carey-Evans                                 | 16 mars 1992 | Élisabeth II | 1992-1993 |
| Richard Williams-Bulkeley                          | 10 mars 1993 | Élisabeth II | 1993-1994 |
| Robert Hefin Davies                                | 15 mars 1994 | Élisabeth II | 1994-1995 |
| William Wyn Roberts                                | 15 mars 1995 | Élisabeth II | 1995-1996 |
| David Owen Carpenter                               | 13 mars 1996 | Élisabeth II | 1996-1997 |
| Ella Wynne Jones                                   | 19 mars 1997 | Élisabeth II | 1997-1998 |
| Eric Sunderland                                    | 18 mars 1998 | Élisabeth II | 1998-1999 |
| William David Innes Edwards                        | 10 mars 1999 | Élisabeth II | 1999-2000 |
| Gerallt Wyn Hughes                                 | 15 mars 2000 | Élisabeth II | 2000-2001 |
| Bettina Harden                                     | 14 mars 2001 | Élisabeth II | 2001-2002 |
| Patricia Hughes                                    | 26 mars 2002 | Élisabeth II | 2002-2003 |
| Robin John Price                                   | 20 mars 2003 | Élisabeth II | 2003-2004 |
| Johnathan Clough Williams-Ellis                    | 10 mars 2004 | Élisabeth II | 2004-2005 |
| Jessamy Rasamund Melhuish Alexander                | 22 mars 2005 | Élisabeth II | 2005-2006 |
| Richard Andrew Meredyth Richards                   | 8 mars 2006  | Élisabeth II | 2006-2007 |
| Dewi Wyn Roberts                                   | 6 mars 2007  | Élisabeth II | 2007-2008 |
| Peter Standing Rogers                              | 12 mars 2008 | Élisabeth II | 2008-2009 |
| Trevor Norman Corbett                              | 18 mars 2009 | Élisabeth II | 2009-2010 |
| Griffith Richard Eifion Evans                      | 17 mars 2010 | Élisabeth II | 2010-2011 |
| Robin Grove-White                                  | 16 mars 2011 | Élisabeth II | 2011-2012 |
| Edmund Seymour Bailey                              | 14 mars 2012 | Élisabeth II | 2012-2013 |
| Marian Wyn Jones                                   | 13 mars 2013 | Élisabeth II | 2013-2014 |
| David Murray Lea-Wilson                            | 5 mars 2014  | Élisabeth II | 2014-2015 |
| Elizabeth Mary Nesbit Andrews                      | 19 mars 2015 | Élisabeth II | 2015-2016 |
| Peter Harlech Jones                                | 15 mars 2016 | Élisabeth II | 2016-2017 |
| Sian Hope                                          | 8 mars 2017  | Élisabeth II | 2017-2018 |
| Kathryn Kerena Griffiths Ellis                     | 14 mars 2018 | Élisabeth II | 2018-2019 |
| Susan Moules Jones                                 | 13 mars 2019 | Élisabeth II | 2019-2020 |
| David Eryl Francis Williams                        | 11 mars 2020 | Élisabeth II | 2020-2021 |
| Gwyn Peredur Owen                                  | 10 mars 2021 | Élisabeth II | 2021-2022 |
| Davina Carey-Evans                                 | 16 mars 2022 | Élisabeth II | 2022      |
| Davina Carey-Evans                                 | 16 mars 2022 | Charles III  | 2022-2023 |
| Janet Phillips                                     | 8 mars 2023  | Charles III  | 2023-2024 |
| Sarah Jane Foskett                                 | 13 mars 2024 | Charles III  | 2024-2025 |